# Aeropuerto Teniente Jorge Eduardo Casco
El Aeropuerto de Presidencia Roque Sáenz Peña es el aeropuerto que sirve a la ciudad de Presidencia Roque Sáenz Peña, en el centro de la Provincia del Chaco, Argentina. Está ubicado al noroeste de dicha ciudad. En agosto de 2014 se le impuso el nombre de Primer Teniente Jorge Eduardo Casco en homenaje a un excombatiente de la Guerra de las Malvinas fallecido en acción.
El predio del aeropuerto es de 750 hectáreas. La pista de 1800 metros de longitud por 33 metros de ancho, con orientación 03/21. La terminal de 530 metros cuadrados.

## Historia
Fue inaugurado el 16 de agosto de 1998, bajo la gestión del gobernador Ángel Rozas. Entre 1999 y 2002 tuvo en diferentes períodos vuelos de LAER - Línea Aérea de Entre Ríos y Aerolíneas Argentinas Express (Aerovip), pero los mismos se vieron interrumpidos tras la crisis de 2001, ya que eran subsidiados por el estado chaqueño.
En 2009, tras la reapertura de Aerochaco bajo una nueva gestión estatal, el aeropuerto volvió a recibir vuelos regulares hacia Buenos Aires vía Resistencia, pero los mismos duraron sólo algunos meses debido a la escasa demanda.
Desde entonces su operación principal es servir a vuelos sanitarios, oficiales y privados.
El 5 de septiembre de 2011 se implanta un radar para manejar más ampliamente las operaciones aéreas y modernizar en sí las instalaciones. Debido a estas obras, LAER, Sol Líneas Aéreas y Aerochaco prometieron posibles operaciones hacia Resistencia, Buenos Aires, Rosario, Córdoba o Reconquista. Finalmente, los vuelos nunca fueron realizados.
Hacia fines de 2014, autoridades chaqueñas buscaban que Aerolíneas Argentinas realice operaciones aéreas regulares a Roque Sáenz Peña desde Buenos Aires a través de los vuelos de Austral Líneas Aéreas con escala en la Ciudad de Formosa.